# Saint-Cyr (île)
L'Île Saint-Cyr (en Bulgare Свети Кирик (Svéti Kirik)) est une île bulgare, située dans la mer Noire et faisant partie de la municipalité de Sozopol. Son nom complet est île Saints-Cyr-et-Julitte (en Bulgare Свети Кирик и Юлита (Svéti Kirik i Julita)).
Sur cette île, se trouvent probablement les vestiges du temple d'Apollon. Les archéologues français appellent l'île par erreur Saint-Cyriaque.
Depuis 1924, et jusqu'en 2007, l'île a aussi été occupé par une "école de pêche", en fait une école de renseignement pour la marine bulgare car le pays avait des moyens d'information militaire très limités après la Première guerre mondiale (la Bulgarie était alors dans le camp des vaincus).  